# 112 г. пр.н.е.
Вижте пояснителната страница за други значения на 112.
112 (сто и дванадесета) година преди новата ера (пр.н.е.) е година от доюлианския (Помпилийски) римски календар.

## Събития

### В Римската република
- Консули са Марк Ливий Друз и Луций Калпурний Пизон Цезонин.
- Консулът Друз получава командване на войска, за да воюва срещу илирийските племена.[1]

#### В Нумидия
- Югурта превзема Цирта, екзекутира Адхербал заедно с населението на града, включително римски и италийски граждани. Това става повод за силно възмущение в Рим и за обявяване на война на Югурта.[1]

### В Азия
- По време на междуособиците в царството на Селевкидите, Антиох VIII Грюпос превзема Антиохия, а намиращата се по това време там Клеопатра IV (съпруга на неговия съперник Антиох IX Кизикен) търси убежище в храма на Аполон в Дафне. Тя е убита по нареждане на сестра си Трифаена, която действа самоволно и противно на намеренията на своя съпруг Грюпос.[2]

## Родени
- Луций Афраний (консул), римски политик и военачалник (умрял 46 г. пр.н.е.)

## Починали
- Клеопатра IV, царица на Древен Египет от династията на Птолемеите и съпруга на Антиох IX Кизикен (родена 140 г. пр.н.е.)
- Адхербал, цар на Нумидия